# Estació de Pius XII
Pius XII és una estació de les línies T1, T2 i T3 de la xarxa del Trambaix situada sobre l'Avinguda Diagonal, a l'alçada de la plaça Pius XII, al districte de les Corts de Barcelona i es va inaugurar el 3 d'abril de 2004 amb l'obertura del Trambaix.
| Trambaix               |                |                               |             |                        |
| Procedència/Destinació | <              | Línia                         | >           | Procedència/Destinació |
| Francesc Macià         | Maria Cristina |                               | Palau Reial | Bon Viatge             |
| Francesc Macià         | Maria Cristina | Llevant - les Planes          | Palau Reial |                        |
| Francesc Macià         | Maria Cristina | Sant Feliu - Consell Comarcal | Palau Reial |                        |